# 구제 류
구제 류(일본어:  久世 竜, 1908년 1월 19일 ~ 1985년 1월 5일)는 일본의 배우이다. 에히메현 히가시우와군 노무라정 다카세출신했다.